# بایارکال
بایارکال (به اسپانیایی: Bayárcal) دهستانی در استان آلمریای اسپانیا است.
در این دهستان ۳۰۳ نفر زندگی می‌کنند. مساحت این دهستان ۳۸٫۰۴ کیلومتر مربع است.